# Шушинское реальное училище
Шушинское реальное училище (азерб. Şuşa real məktəbi, арм. Շուշիի ռեալական ուսումնարան) — школа с шестилетним образованием в городе Шуше, открытая в 1881 году и ставшая первой на Закавказье светской школой. Почётным попечителем училища был Александр Агафонович Мелик-Азарянц. В 1937 года преобразована в среднюю школу, в 1992 году прекратила работу.

## История

### Предыстория и основание
2 августа 1829 года царское правительство разработало специальный устав об открытии государственных школ в Закавказье.
Было открыто правительственное уездное училище. В 1838 году в городе было основано первое полное среднеучебное заведение — Армянская духовная семинария, которая являлась единственным среднеучебным заведением Карабаха до открытия реального училища.
Вскоре население Шуши обратилось в Петербургско-Кавказский комитет с прошением об открытии шестиклассной реальной школы. 20 сентября 1881 года в Шуше было основано реальное училище.

### Школа в XIX и XX веке
При открытии Шушинского реального училища в него было зачислено 159 учеников. В школе изначально действовали три подготовительный класса и три основных класса.
В реальном училище особое внимание уделялось изучению и преподаванию иностранных языков и литературы. Школа представляла собой открытое учреждение, которое способствовало изучению разных языков.
Выпускники получали свидетельство о шестиклассном образовании. Была также возможность повысить уровень знаний в 7 классе — по окончании выдавался аттестат о начальном образовании и право продолжения обучения в вузах Российской империи и Европы. Также по окончании училища выпускники после сдачи экзаменов могли работать учителями.
Армяне преобладали во всех учебных заведениях Елизаветпольской губернии. По состоянию на 1910 год в училище обучалось: 315 армян, 104 азербайджанца (в источнике — «татарина»), 23 русских, 2 еврея и 1 грузин и 2 прочих национальностей.
С 1927—1928 учебного года училище стало семилетним.
С 1937—1938 учебного года Шушинская реальная школа была переименована в Шушинскую городскую среднюю школу № 1.
В 1966 году на базе реальной школы было создано ещё одно учебное заведение, получившее название средней школы № 4.
Позже эта школа была переведена в новое здание Шушинской городской средней школы № 1 и названа в честь Узеира Гаджибекова.

В 1992 году школа в связи Карабахским конфликтом прекратила свою образовательную деятельность. В ходе Первой карабахской войны здание школы было частично разрушено.
В 2011 году распоряжением президента Азербайджана Ильхама Алиева начато строительство нового здания Шушинской средней школы № 1 в Баку, в жилом массиве «Ени Ясамал-2», по адресу улица А. Ахмедова. Новое здание школы открылось в 2015—2016 учебном году.
В 2020 году, в ходе Второй карабахской войны, Азербайджан восстановил контроль на городом Шуша, а в мае 2022 года президент Азербайджана Ильхам Алиев подписал распоряжение о мерах по проектированию и реставрации здания Шушинского реального училища.

## Галерея
- Здание школы в начале XX в.
- Руины училища после армянской резни 1920 года
- Руины здания школы в 2013 году
- Руины здания школы